# Ступино
Ступино (на руски: Ступино) е град в Русия, административен център на Ступински район, Московска област. Населението му към 1 януари 2018 г. е 66 075 души.